# يحيى رحيم صفوي
يحيى رحيم صفوي (بالفارسية: سید یحیی رحیم‌صفوی) عسكري إيراني، نال أعلى الرتب في المؤسسة العسكرية الإيرانية وظل رئيسا للحرس الثوري الإيراني عشر سنوات، أقيل في سبتمبر/أيلول 2007 وأصبح المستشار العسكري لمرشد الثورة الإسلامية علي خامنئي.

## المولد والنشأة
ولد يحيى رحيم صفوي يوم 2 يناير/كانون الثاني 1951 في قرية همام التابعة لمدينة باغ بهادران في أصفهان.

## الدراسة والتكوين
في سن الخامسة انتقلت أسرته إلى أصفهان حيث تابع دراسته هناك، وحصل صفوي الذي كان تلميذا نجيبا على شهادة الإعدادية سنة 1970, ليتابع بعد ذلك دراسته في فرع علم الأرض بجامعة تبريز ومنها حصل على درجة البكالوريوس.

## الوظائف والمسؤوليات
تولى منصب قائد الحرس الثوري سنة 1998 خلفا للجنرال محسن رضائي الذي تأسس على يده الحرس الثوري منذ إنشائه سنة 1979 إبان قيام الثورة الإسلامية.

## التجربة السياسية
خلال سنوات تعليمه العالي مارس صفوي النشاط السياسي في الجامعة ضد نظام الشاه محمد رضا بهلوي، ثم التحق بالجيش الإيراني وشارك في الحرب العراقية الإيرانية، وقدم أداء متميزا مكنه من التدرج في الرتب العسكرية حتى أصبح جنرالا. وخلال قيادته للحرس الثوري طور قدراته العسكرية، فأجرى عدة تجارب ناجحة لصواريخ طويلة المدى كما دأب على تنظيم مناورات عسكرية لتأكيد الجاهزية في ظل المخاوف من قيام الولايات المتحدة أو إسرائيل بهجمات ضد منشآت عسكرية على خلفية البرنامج النووي الإيراني.
في 1 سبتمبر/أيلول 2007، أقال مرشد الثورة الإيرانية علي خامنئي الجنرال رحيم صفوي من رئاسة الحرس الثوري وعينه مستشارا أعلى للقيادة العامة للقوات المسلحة في الشؤون العسكرية.

## قرار مجلس الأمن 1737
دوليا، ذكر مجلس الأمن الدولي بالاسم الجنرال يحيى رحيم صفوي من بين الشخصيات الإيرانية المهددة بعقوبات خاصة، وجاء ذكره في قرارين لمجلس الأمن يحمل الأول رقم 1737 وصدر في 23 ديسمبر/كانون الأول 2006 ويعرض التدابير المتصلة بإيران والمتعلقة بالبرنامج النووي وتدابير فردية من بينها تجميد الأصول المصرفية والسفر، فيما صدر القرار الثاني الذي يحمل رقم 1747 بتاريخ 24 مارس/آذار 2007 ويكرس القيود المالية وتحرك بعض الشخصيات الإيرانية المرتبطة بالملف النووي الإيراني.